# Ерофеев, Дмитрий Александрович
Дми́трий Алекса́ндрович Ерофе́ев (2 декабря 1930, Сталино, Сталинский округ, УССР, СССР ‒ 25 сентября 1992, Щёкино, Тульская область, Россия) ‒ бригадир слесарей Щёкинского завода «Кислотоупор», Герой Социалистического Труда (1971).

## Биография
Родился 2 декабря 1930 в Сталино (ныне Донецк, Украина) в семье рабочего. В 1933 году с семьёй переехал в Щёкино на строительство завода «Кислотоупор». В 1943 году поступил на «Кислотоупор» учеником в механический цех. В 1949—1950 годах параллельно работе обучался на курсах шофёров.
В 1950 году призван в Советскую армию, работал шофёром, был помощником командира взвода. Демобилизовавшись в 1954 году, вернулся на завод, параллельно работе окончил 8 классов школы рабочей школы и вечерний техникум. Научился работать на всех типах металлообрабатывающих станков на заводе. Трудился бригадиром слесарей, мастером и руководителем экспериментальной группы отдела главного механика.
Указом Президиума Верховного Совета СССР от 7 мая 1971 года «за большой творческий вклад в разработку новых механизмов, облегчающих трудоёмкие процессы» удостоен звания Героя Социалистического Труда с вручением ордена Ленина и золотой медали «Серп и Молот».
Почётный гражданин Щёкино (24.11.1988).
Скончался 25 сентября 1992 года в Щёкино, похоронен на местном Кочаковском кладбище.